# Private Eyes (álbum de Hall & Oates)
Private Eyes es el décimo álbum de estudio de Hall & Oates, fue lanzado el 1 de septiembre de 1981, alcanzó el #5 en el Billboard 200, el #8 en la UK Albums Chart y fue certificado platino por la RIAA.
Del álbum se lanzaron cuatro sencillos:
- Private Eyes (#1 en el Billboard Hot 100, #1 en la lista CHR/Pop Airplay de Radio & Records)
- I Can't Go For That (No Can Do) [#1 en el Billboard Hot 100, en la lista Hot Dance Club Songs, en la Hot R&B/Hip-Hop Songs y en la lista CHR/Pop Airplay de Radio & Records]

- Did It In A Minute (#9 en el Billboard Hot 100, #3 Radio & Records CHR/Pop Airplay)

y por último
- Your Imagination (#33 en el Hot 100, #13 Radio & Records CHR/Pop Airplay)

Una versión remasterizada del álbum se lanzó en 2004 incluyendo dos versiones extendidas.

## Lista de canciones
1. Private Eyes – 3:39
2. Looking for a Good Sign – 3:57
3. I Can't Go for That (No Can Do) – 5:09
4. Mano a Mano  – 3:56
5. Did It in a Minute – 3:39
6. Head Above Water – 3:36
7. Tell Me What You Want – 3:51
8. Friday Let Me Down – 3:35
9. Unguarded Minute – 4:10
10. Your Imagination – 3:34
11. Some Men – 4:15

Canciones extra en la versión remasterizada de 2004
1. Your Imagination (Disco Remix) – 5:41
2. I Can't Go for That (No Can Do) [Extended Club Mix] – 6:04